# Maceió Open
Il Maceió Open è stato un torneo di tennis facente parte dell'ATP Tour. 
Si è giocato a Maceió in Brasile solo nel 1992 su campi in terra rossa.

## Albo d'oro

### Singolare
| Anno | Vincitore       | Finalista          | Punteggio     |
| ---- | --------------- | ------------------ | ------------- |
| 1992 | Tomás Carbonell | Christian Miniussi | 7-6, 5-7, 6-2 |

### Doppio
| Anno | Vincitori                 | Finalisti                    | Punteggio     |
| ---- | ------------------------- | ---------------------------- | ------------- |
| 1992 | Gabriel Markus John Sobel | Ricardo Acioly Mauro Menezes | 6-4, 1-6, 7-5 |